# Société de production des aéroplanes Deperdussin
Pour les articles homonymes, voir Spad.
La Société de production des aéroplanes Deperdussin (SPAD) est une société de construction aéronautique française créée en janvier 1911 à Bétheny, près de Reims. Rachetée par un groupe d'industriels en 1914, elle devient la Société pour l'aviation et ses dérivés, établie à Suresnes ; elle fusionne avec Blériot Aéronautique en 1921 en devenant Blériot-SPAD.

## Les débuts: l’ère Deperdussin
La Société de production des aéroplanes Deperdussin est créée par Armand Deperdussin en janvier 1911. Deperdussin avait été successivement commis voyageur, puis chansonnier à Bruxelles et avait fait rapidement fortune dans le commerce de la soie ; il se passionne pour l'aviation dès 1908. 
En 1909, il crée sa première société aéronautique avec le designer Georges de Feure, la DFD (De Feure et Deperdussin). Le siège de la société était à Bétheny, près de Reims, après avoir eu ses premiers hangars à Laon-Chambry. Deux prototypes, le De Feure-Deperdussin 1 et le De Feure-Deperdussin 2 sortent des ateliers.

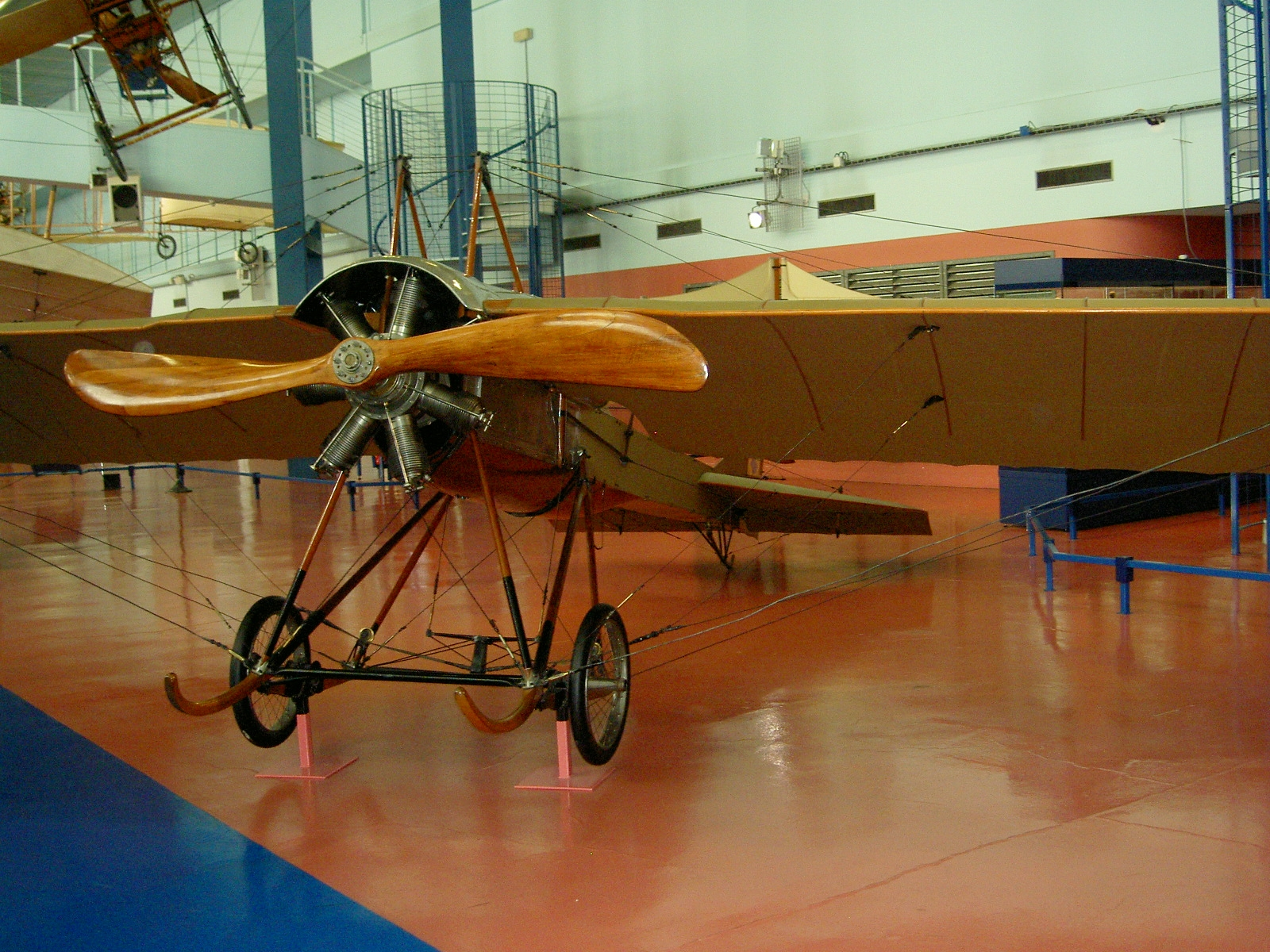
Deperdussin Type B au musée du Bourget.

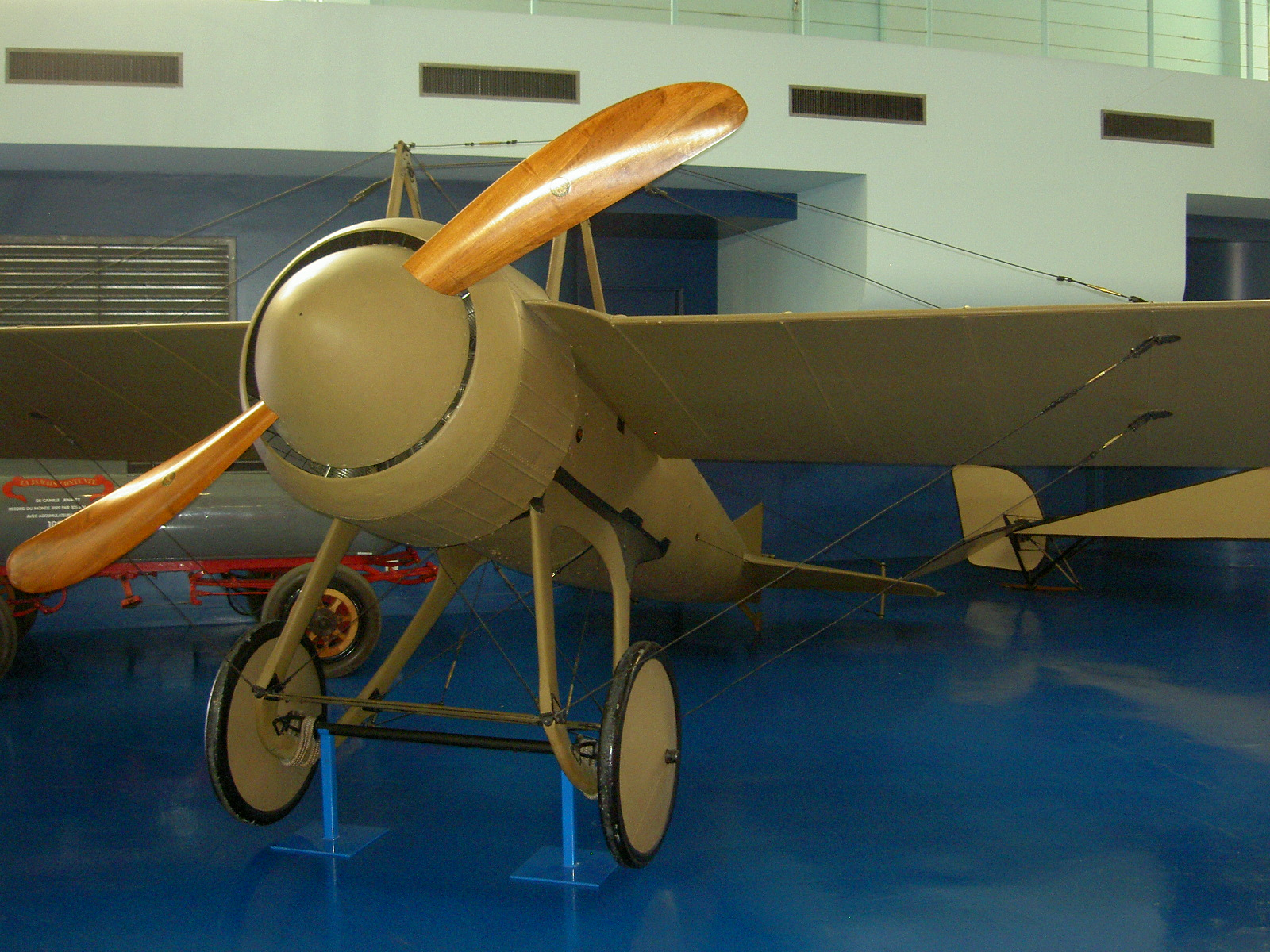
Deperdussin Monocoque.

En 1910, Armand Deperdussin rencontre l'ingénieur Louis Béchereau ; une grande estime s'instaura rapidement entre eux, l'un ayant les capitaux, l'autre le génie de l'innovation technique. Il confia immédiatement à Béchereau la direction technique de l'entreprise. Ce dernier y développa les fameux types monocoques ; Jules Védrines ramena la Coupe Gordon Bennett en France en 1912, regagnée l'année suivante par Maurice Prévost à Reims-Bétheny, sur le même type d'appareil dépassant pour la première fois la barre des 200 km couverts dans l'heure (205,5 km). 
En 1911, la société prit administrativement le nom de Société de production des aéroplanes Deperdussin (SPAD) mais elle ne fut connue par voie de presse que sous le nom de Deperdussin, personnage fort en vogue dans le monde parisien de l'époque et dont l'arrestation, pour des motifs toujours très controversés (détournement de fonds), en août 1913, fit grand bruit ; son jugement ne devait être prononcé que le 10 mars 1917. Il fut déclaré coupable, condamné à cinq ans de prison mais fut immédiatement libéré au titre de la loi française en matière de délinquance primaire et ne s'occupa plus jamais d'aviation. Quand il se suicida dans une chambre d'hôtel en 1924, il n'avait que 30 francs en poche.
Durant l'ère Deperdussin, les modèles suivants furent développés :
- Deperdussin Type B ;
- Deperdussin Monocoque.

## L’ère Blériot
Au salon de l'aéronautique qui ouvrit ses portes le 5 décembre 1913, la firme, très mal en point juridiquement mais au faîte de sa gloire technique, exposait trois nouveaux monoplans, dont le vainqueur de la dernière coupe Gordon Bennett du 28 novembre. 
L'affaire Deperdussin fut d'abord reprise par la firme de construction mécanique automobile Delaunay-Belleville et l'administrateur judiciaire Raynaud agit pour introduire les demandes de brevets Deperdussin sur les équipements d'avions. Ils incluaient le brevet remarquable no 475 151 du 22 janvier 1914, protégeant un système de tir à travers l'axe de l'hélice.
En août 1914, un groupe d'industriels conduit par Louis Blériot, via Blériot Aéronautique, monta une nouvelle société qui acquit les actifs de l'entreprise. À cette époque, la conception des fameux futurs chasseurs SPAD était déjà sur la table à dessin de Louis Béchereau. Et lorsqu'il s'agit de donner un nom à ce nouvel appareil militaire, Alfred LeBlanc, le bras droit de Blériot et ancien vainqueur du Circuit de l'Est en 1910, féru d'un idiome international en vogue à l'époque, le volapük, eut l'idée de reprendre le nom de Spad, qui dans cette langue universelle signifiait « espace ». Il fut adopté d'emblée et ces quatre lettres permirent de conserver l'acronyme initial tout en en changeant la signification avec le nom de Société pour l'aviation et ses dérivés, fondée sous le régime de la société anonyme. 
Les avions SPAD connurent leur heure de gloire durant la Première Guerre mondiale et Louis Béchereau, le directeur technique, reçut le 7 juillet 1917 la croix de chevalier de la Légion d'honneur des mains même du capitaine Georges Guynemer qui avait largement contribué à la mise au point des SPAD S.VII, S.XII et S.XIII. La décoration est remise en présence du ministre de la Guerre Paul Painlevé dans l'usine Blériot-SPAD de Suresnes, créée en 1915-1917 entre un quai de Seine et la rue du Val-d'Or, afin de répondre au développement de l'aviation militaire,.
Au 11 novembre 1918, 15 977 SPAD de tous types avaient été construits, notamment exportés et produits aux États-Unis par Étienne Dormoy.
Sous la direction de Louis Béchereau les modèles suivants furent développés durant la Première Guerre mondiale :
- SPAD SA.2
- SPAD SA.3
- SPAD SA.4
- SPAD SG.1
- SPAD S.VII
- SPAD S.XI
- SPAD S.XII
- SPAD S.XIII
- SPAD S.XIV
- SPAD S.XV
- SPAD S.XVI
- SPAD S.XVII
- SPAD S.XX
- SPAD S.XXI
- SPAD S.XXII
- SPAD S.XXIV

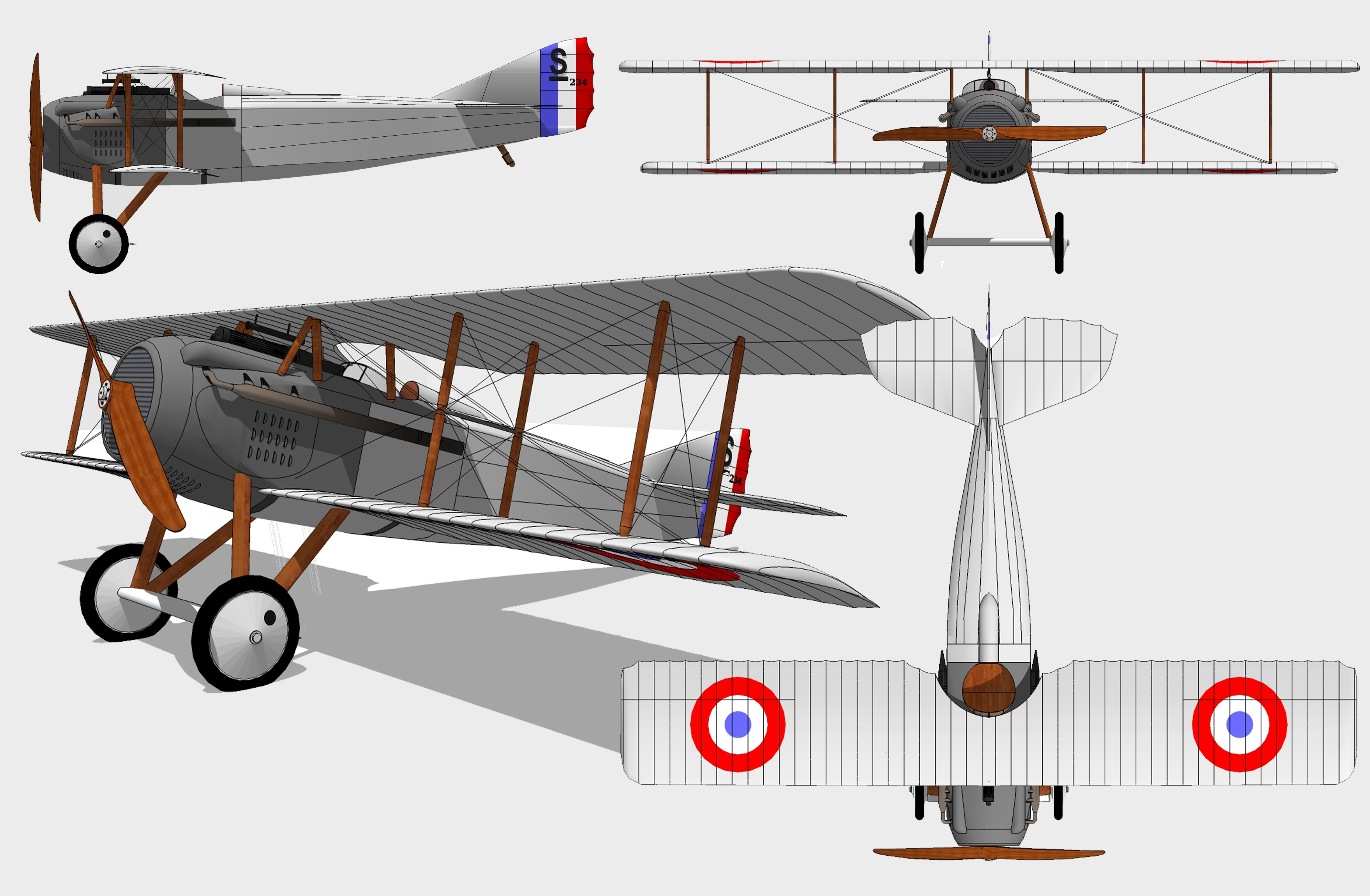
SPAD S.VII.

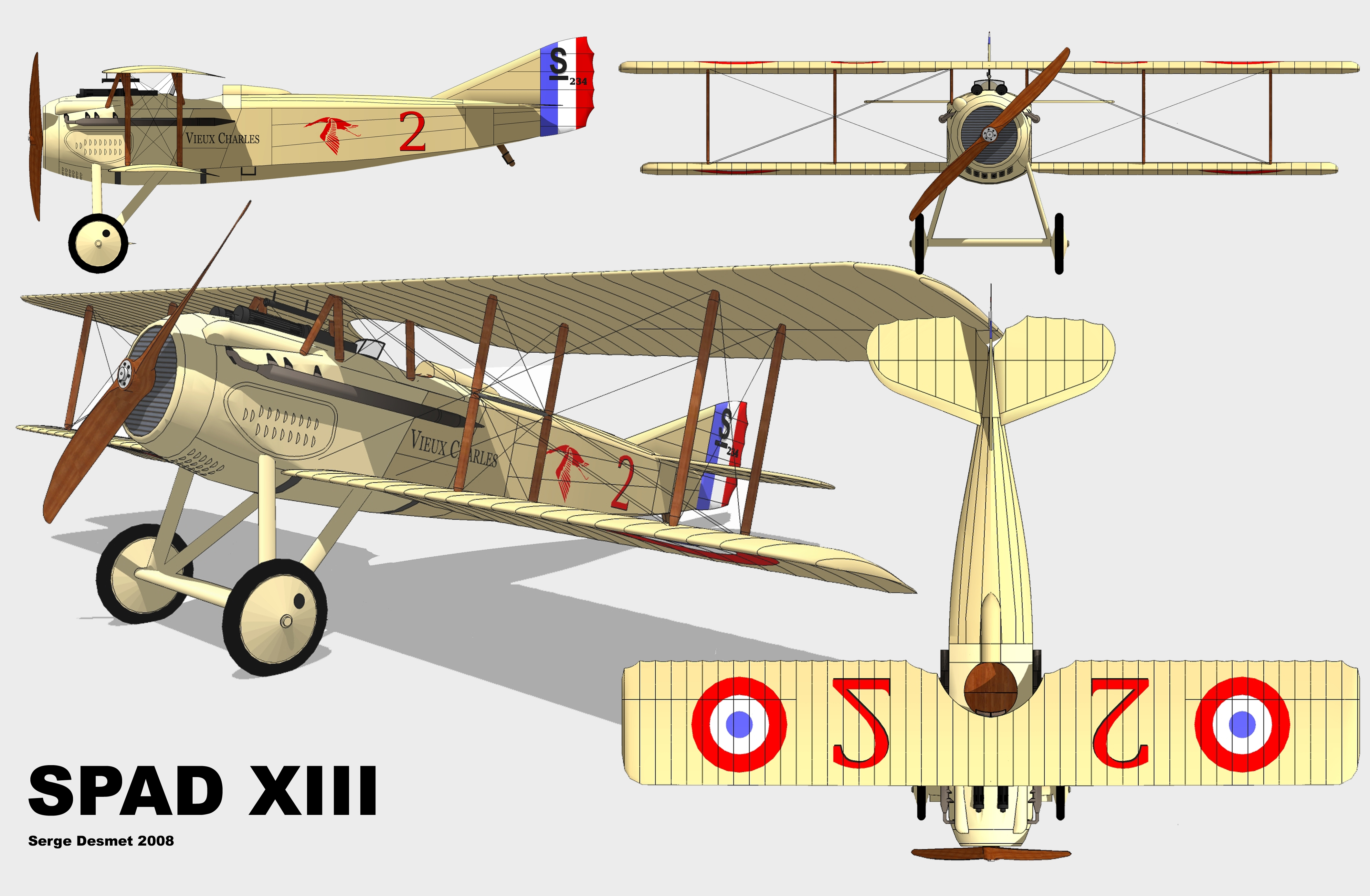
SPAD XIII.

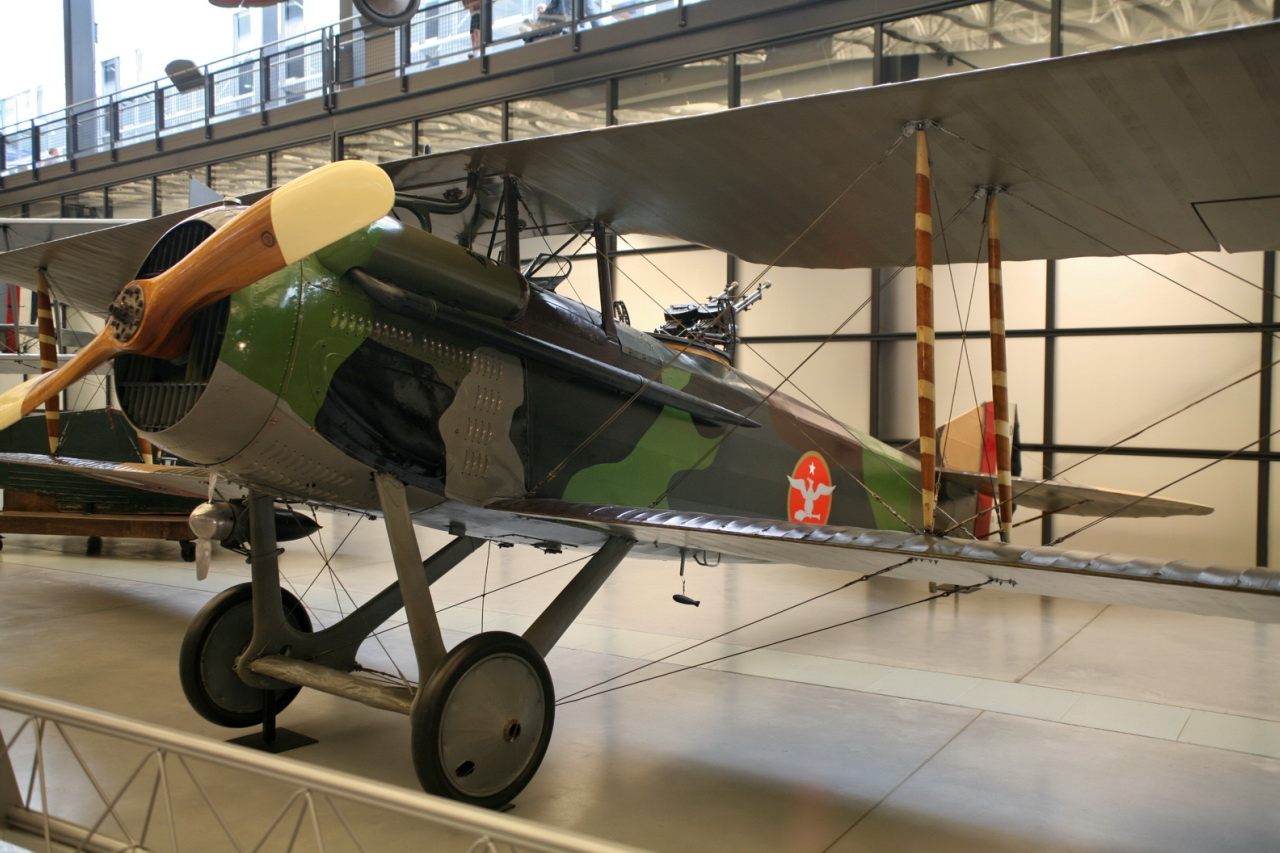
Spad XVI.

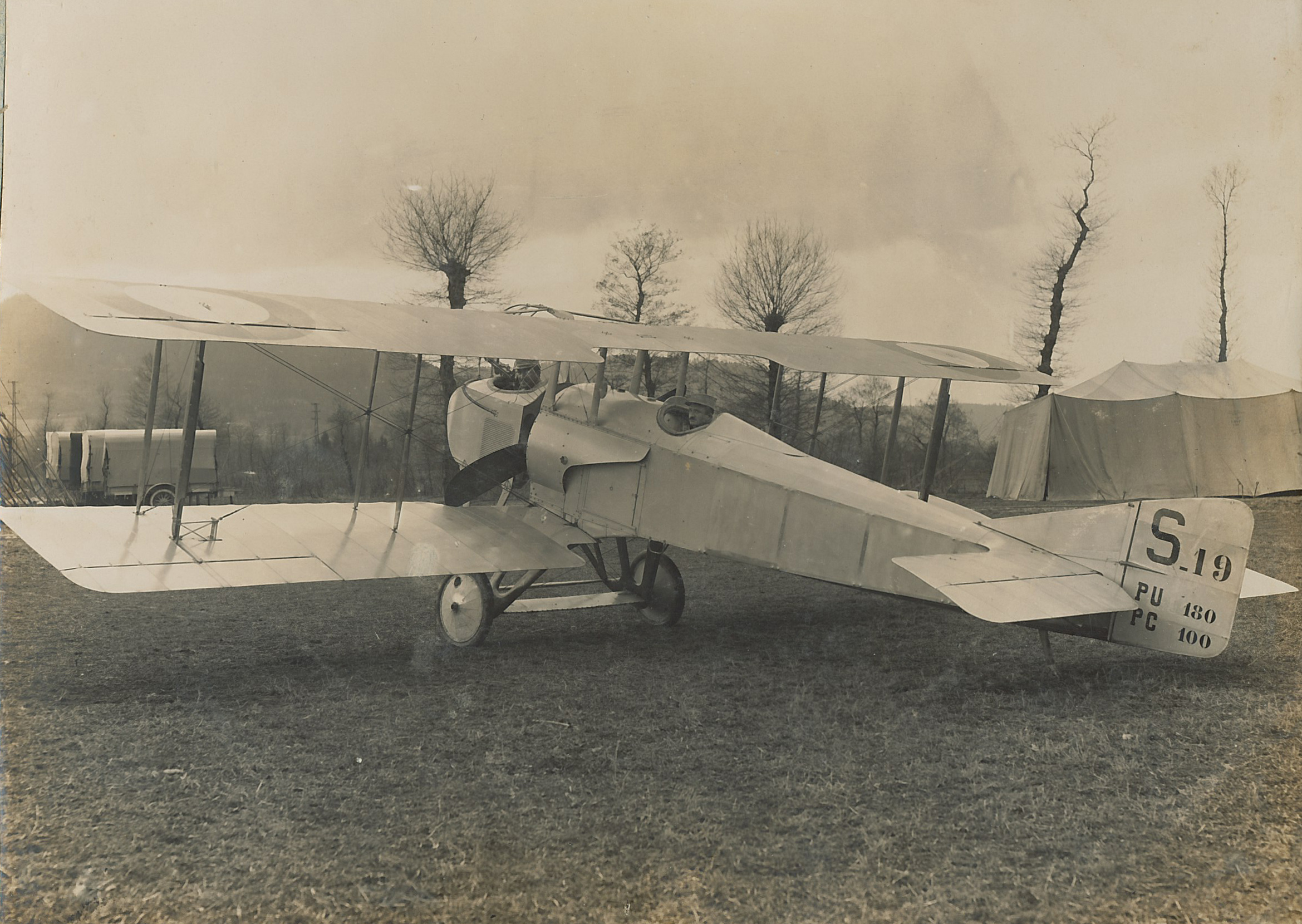
SPAD A.2

François Flameng, peintre officiel de l'armée, a réalisé de nombreux croquis et dessins mettant en scènes ces avions soit au sol ou en combats aériens et qui parurent dans la revue L'Illustration tout au long de la Première Guerre mondiale.

## Le déclin de Blériot-SPAD

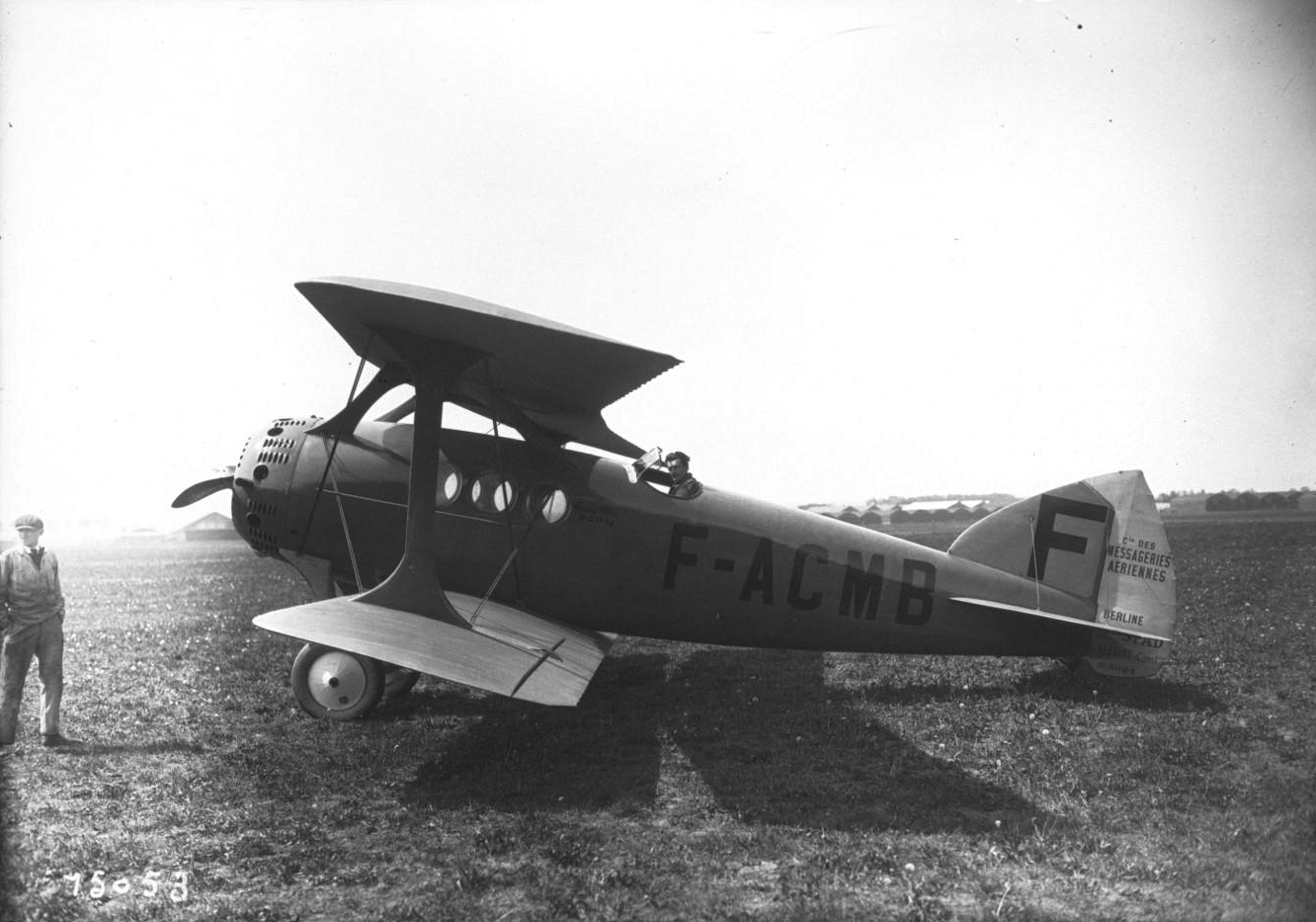
Blériot-SPAD S.33.

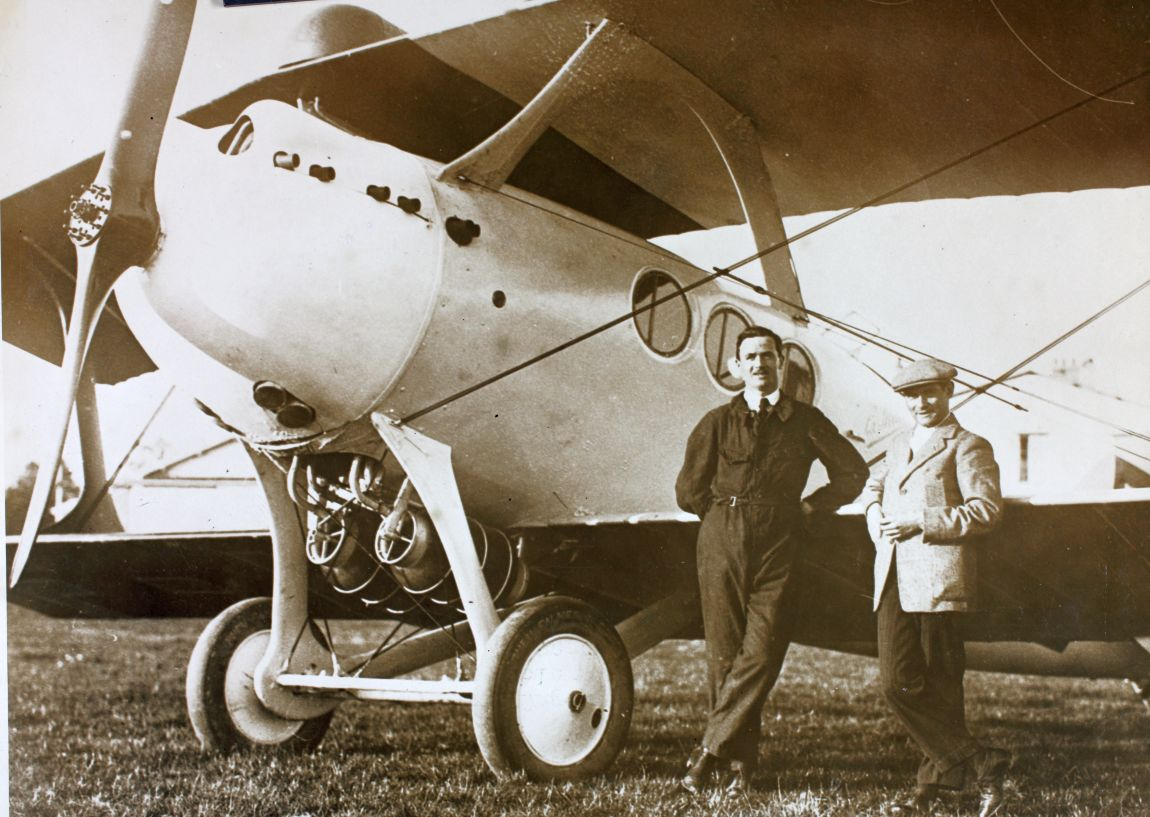
Bleriot-SPAD S.46.

Louis Blériot n'apprécia pas l'hommage appuyé rendu à Armand Deperdussin durant le procès de ce dernier en 1917. Les relations entre les deux hommes se dégradant rapidement, Louis Béchereau préféra démissionner au printemps 1917. Il fut remplacé par un jeune ingénieur, André Herbemont. La Première Guerre mondiale terminée, les commandes se raréfièrent et Blériot Aéronautique, société appartenant en totalité à Louis Blériot, faisait une concurrence inutile à la SPAD. Les deux entreprises fusionnèrent donc en 1921.
André Herbemont crut jusqu'au bout aux mérites de la configuration biplan, mais ses monoplaces de chasse ne parvinrent jamais à s'imposer vis-à-vis des sesquiplans Nieuport. Pour répondre au programme des chasseurs monoplaces de 1930, il proposa encore un biplan, le Blériot-SPAD S.510, face au monoplan Dewoitine D.500. 
Comparativement, les berlines de transport SPAD-Herbemont connurent plus de succès, utilisées par la Compagnie des messageries aériennes (appartenant à Blériot) puis la Compagnie internationale de navigation aérienne (CIDNA). À sa création en 1925, la CIDNA disposait de 11 Blériot-SPAD S.33 et 34 Blériot-SPAD S.46.
Les Blériot-SPAD développés durant l'entre-deux-guerres :
- Blériot-SPAD S.27
- Blériot-SPAD S.33
- Blériot-SPAD S.37
- Blériot-SPAD S.41
- Blériot-SPAD S.46
- Blériot-SPAD S.50
- Blériot-SPAD S.51
- Blériot-SPAD S.56
- Blériot-SPAD S.60
- Blériot-SPAD S.61
- Blériot-SPAD S.66
- Blériot-SPAD S.70
- Blériot-SPAD S.71
- Blériot-SPAD S.72
- Blériot-SPAD S.81
- Blériot-SPAD S.86
- Blériot-SPAD S.91
- Blériot-SPAD S.126
- Blériot-SPAD S.510
- Blériot-SPAD S.710

Blériot-SPAD ne survit pas aux nationalisations de 1936 du Front populaire. L'entreprise est absorbée par la Société nationale des constructions aéronautiques du Sud-Ouest (SNCASO).